# Gynacantha dobsoni
Gynacantha dobsoni là loài chuồn chuồn trong họ Aeshnidae. Loài này được Fraser mô tả khoa học đầu tiên năm 1951.

## Hình ảnh

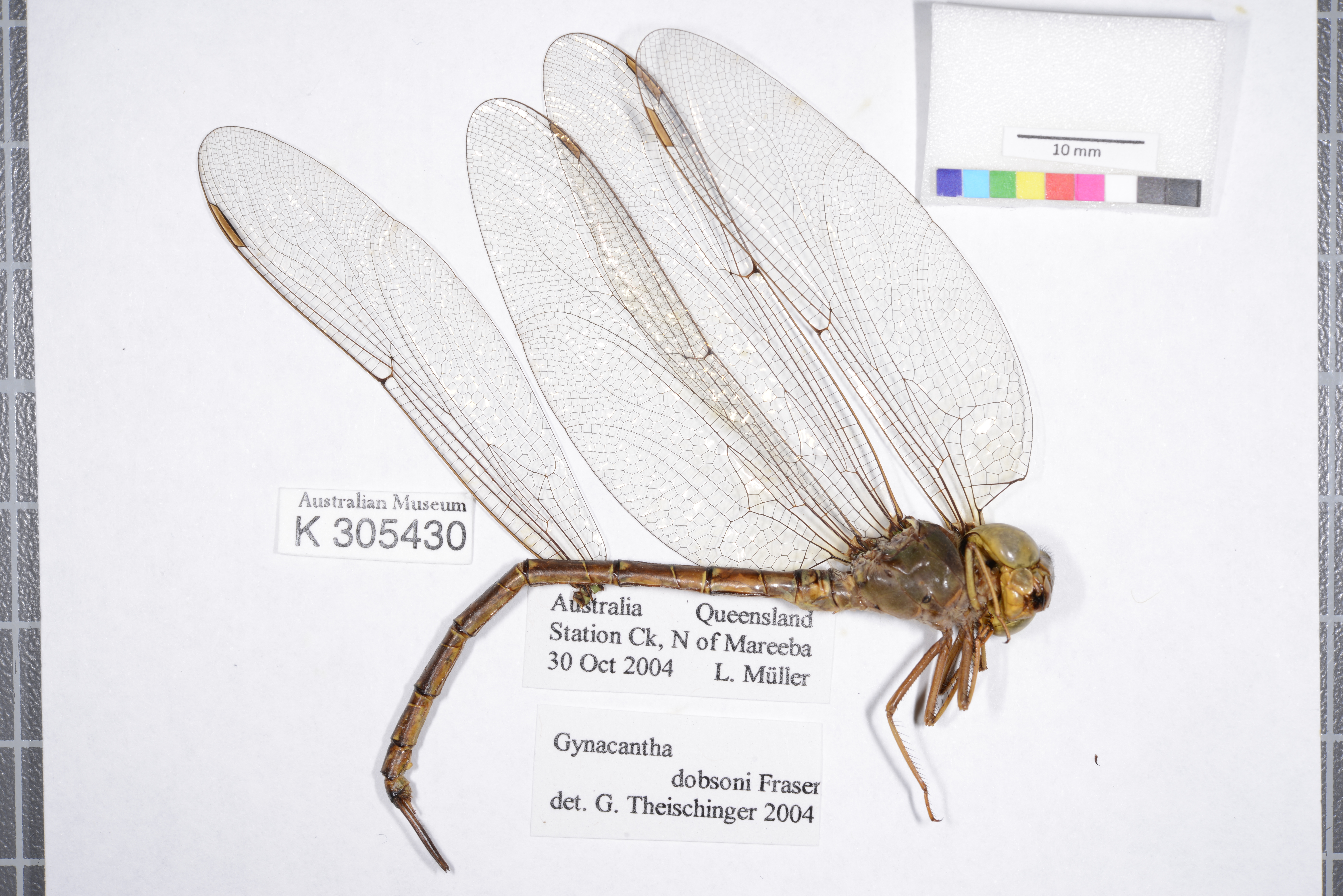